# Große Sülze
Die Große Sülze ist ein Bach im Bereich der Stadt Magdeburg in Sachsen-Anhalt.
Der Bach entspringt in der Nähe des Dorfes Irxleben. Er fließt nach Osten, durchquert die Magdeburger Stadtteile Alt Olvenstedt und Großer Silberberg. Hier mündet die Kratzbreite in die Große Sülze. In nordöstlicher Richtung fließend passiert der Bach die Stadtteile Sülzegrund und Kannenstieg. Nordwestlich des Kannenstiegs im Süden der Gemeinde Barleben vereinigt sich die Kleine Sülze in unmittelbarer Nähe zum Runden Teich westlich der Rothenseer Straße mit dem Bach.
Westlich des Barleber Sees I im Magdeburger Stadtteil Barleber See mündet die Große Sülze etwa 1 km unterhalb der Mündung der Kleinen Sülze in die Schrote.